# Лунда (плато)
Лунда — плато в Центральній Африці, на території Анголи та Демократичної Республіки Конго.

## Географія
На півночі плато Лунда уступами знижується до западини Конго, а на південному заході поступово переходить у плато Біє. Центральна частина плато, що утворює вододіл між басейнами Касаї та Замбезі, є пласкою, місцями сильно заболоченою рівниною, розташованою на висоті 1300—1600 м над рівнем моря. Основу плато складають палеогенові та неогенові континентальні пісковики та піски, які горизонтально залягають на докембрійському кристалічному фундаменті.
Клімат субекваторіальний, спекотний, влітку триває сезон дощів. Рослинний покрив представлений рідколіссями, на північному сході поширені лісосавани. У басейні Касаї є багаті родовища алмазів і марганцевих руд.